# Pavel Etingof
Pavel Ilyich Etingof (em russo:  Павел Ильич Этингоф; Kiev, República Socialista Soviética da Ucrânia, 1969) é um matemático estadunidense de origem russa-ucraniana.

## Biografia
Etingof estudou no Kyiv Natural Science Lyceum No. 145 em 1981-1984, e no Departamento de Matemática e Mecânica da Taras Shevchenko National University of Kyiv em 1984-1986. obteve um mestrado em matemática aplicada na Gubkin Russian State University of Oil and Gas em Moscou em 1989 e foi para os Estados Unidos em 1990. Obteve um PhD em matemática em 1994 na Universidade Yale, orientado por Igor Frenkel, com a tese Representation Theory and Holonomic Systems. Após o doutorado foi professor assistente Benjamin Peirce na Universidade Harvard e em 1998 professor assistente no Instituto de Tecnologia de Massachusetts (MIT). É desde 2005 professor do MIT.
Foi palestrante convidado do Congresso Internacional de Matemáticos em Pequim (2002: On the dynamical Yang–Baxter equation). É fellow da American Mathematical Society.
In 2016 foi eleito fellow da Academia de Artes e Ciências dos Estados Unidos.

## Obras
- Quantum fields and strings: a course for mathematicians. Vol. 1, 2. Material from the Special Year on Quantum Field Theory held at the Institute for Advanced Study, Princeton, NJ, 1996–1997. Edited by Pierre Deligne, Pavel Etingof, Daniel S. Freed, Lisa C. Jeffrey, David Kazhdan, John W. Morgan, David R. Morrison e Edward Witten. American Mathematical Society, Providence, RI; Institute for Advanced Study (IAS), Princeton, NJ, 1999. Vol. 1: xxii+723 pp.; Vol. 2: pp. i--xxiv and 727–1501. ISBN 0-8218-1198-3, 81-06 (81T30 81Txx)
- com Frédéric Latour: The dynamical Yang–Baxter equation, representation theory, and quantum integrable systems, Oxford University Press 2005[2]
- com Igor Frenkel, Alexander Kirillov Jr.: Lectures on representation theory and Knizhnik–Zamolodchikov equations, American Mathematical Society 1998[3]
- com Alexander Varchenko: Why the boundary of a round drop becomes a curve of order four, American Mathematical Society 1992[4]
- Calogero–Moser Systems and Representation Theory, European Mathematical Society 2007 (Zürich Lecture Notes in Advanced Mathematics)
- com co-authors: Introduction to Representation theory, Student Mathematical Library, American Mathematical Society 2011
- editor com co-editores: The unity of mathematics: in honor of the ninetieth birthday of I. M. Gelfand, Birkhäuser 2006
- editor com Shlomo Gelaki e Steven Shnider: Quantum Groups (Konferenz Technion 2004), American Mathematical Society 2007
- Tensor Categories. [S.l.]: American Mathematical Society. 2015. ISBN 978-1-4704-2024-6.